# Criquetot-le-Mauconduit
Criquetot-le-Mauconduit är en kommun i departementet Seine-Maritime i regionen Normandie i norra Frankrike. Kommunen ligger i kantonen Valmont som tillhör arrondissementet Le Havre. År 2022 hade Criquetot-le-Mauconduit 195 invånare.

## Befolkningsutveckling
Antalet invånare i kommunen Criquetot-le-Mauconduit
| Referens: INSEE |